# 雲竜あかり
雲竜 あかり（うんりゅう あかり）は、高橋留美子の漫画作品『らんま1/2』の登場人物。アニメ、ゲームには未登場。

## 人物
響良牙のガールフレンド。後ろ髪に小さい綱（横綱）のアクセサリーを着けている。
ブタ相撲のブタを育てるブタ相撲部屋・雲竜家の娘で、ブタ相撲十四代横綱カツ錦を連れている。自身も大のブタ好き。一途な努力家でもある。普段の性格はおとなしくやや天然気味。だが、時に大胆な行動に出ることもある。
「カツ錦に勝った男としか交際を認めない」という祖父の言いつけを守ってきたため、幼少の頃よりカツ錦に勝てる男を探していた。そんなある日、旅から戻ってきた良牙が襲ってきたカツ錦を倒したため、良牙に一目惚れする。しかし、「ブタ好きだ」ということを良牙に告げると避けられてしまう。その後、早乙女乱馬の計らいでデートをすることになるが、良牙はブタ嫌いだと思ったあかりはデート当日までにブタ嫌いになろうとしてカツ錦と特訓をする。デート当日、ブタ嫌いなったことを良牙に見せたかったあかりであったが、ブタへの愛が溢れていたばかりにブタ嫌いにはなりきれなかった。良牙の水を被るとブタになる特異体質を知ると小踊りして喜び、改めて告白。それを見た良牙はあかりを受け入れようとしたが、らんまが良かれと思って弄した策（ブタと発言したものを抱きしめる暗示）により良牙は女らんまを抱きしめてしまい、それを見たあかりはショックを受け良牙の前から逃げ出してしまう。その後、ブタ相撲のチケットを手紙で送った時に良牙への想いを伝えている。
良牙との文通を始めたことでカツ錦を連れて良牙の自宅を訪問したり、良牙とデートの待ち合わせをする仲に発展したが、良牙が方向音痴であるため、直接会うことがなかなかできない。その後は直接登場しないが、最終話で良牙があかりへの土産を賞味期限切れにしてしまい、心中で謝る場面がある。

### カツ錦
ブタ相撲の十四代横綱。力はかなり強く、あかりの指示で一般人男性を投げ飛ばした。基本的にあかりに忠実だが、作中では乱馬の指示にも従って行動しているところもある。